# Партизанское движение в Литве во время Великой Отечественной войны
Партизанское движение в Литве — партизанское движение на территории Литвы против немецких завоевателей и их союзников на территории Литвы в 1941—1945 годах. Основными участниками этого движения были Армия Крайова и советские партизаны.

## Советские партизаны

### История
При отступлении советских войск летом 1941 года для организации партизанского движения в Литве было оставлено несколько небольших партизанских отрядов (отряд П. Сименаса, отряд А. Вильмаса, отряд А. Годляускаса) и подпольных групп. Они начали деятельность в Алитусском уезде, в районе Ионавы, в Каунасе, Шяуляе и Паневежисе.
Подпольная и партизанская деятельность на территории Литвы начиналась в тяжелых условиях, но и в дальнейшем её развитие осложняли следующие обстоятельства:
- стремительные темпы наступления германских сил — территория республики была полностью оккупирована уже в июне 1941 года;
- гибель многих партийных активистов и сторонников Советской власти в первые недели и месяцы войны;
- эвакуация во внутренние районы СССР 23 тыс. жителей[4], в основном, дружественно настроенного населения, что уменьшило количество сторонников Советской власти на оккупированной немцами территории республики;
- вследствие недостатка времени на подготовку, личный состав сформированных летом-осенью 1941 года партизанских отрядов и подпольных организаций практически не имел опыта работы в условиях конспирации, навыков партизанской и диверсионной деятельности — что привело к тяжелым и неоправданным потерям, а также невысокой эффективности их действий;
- обеспеченность оружием, снаряжением, печатной техникой была недостаточной, не была подготовлена система снабжения отрядов (в результате, партизанам приходилось тратить значительные усилия на поиск оружия и боеприпасов, самообеспечение продуктами питания и тёплой одеждой);
- практически отсутствовали средства радиосвязи, что не позволяло наладить обмен информацией с руководством и вести разведывательную деятельность;
- отсутствие больших лесных массивов, значительное количество хуторов, развитая сеть автомобильных дорог и телефонной связи на территории республики облегчало проведение антипартизанских мероприятий и осложняло деятельность крупных партизанских отрядов;
- активная деятельность коллаборационистов на территории республики.

В результате, уже в начальный период деятельности часть партизан и подпольщиков была выявлена и уничтожена противником (так, в 1941 году погибли группы, которыми руководили А. Вильмас, А. Слапшис и К. Петрикас). В Каунасе в период оккупации были созданы и действовали 22 подпольные группы (в художественной артели «Дайле», на предприятиях «Добилас», «Ливела» и «Майстас», в мастерских железнодорожного депо, в 1-й, 4-й и 9-й гимназиях, в пригороде Шанчяй, в пригороде Сенаместис и др.), но 19 из них были выявлены и уничтожены противником.
В июле-августе 1941 года через линию фронта в Литву были направлены ещё 6 организаторских групп общей численностью 38 человек.

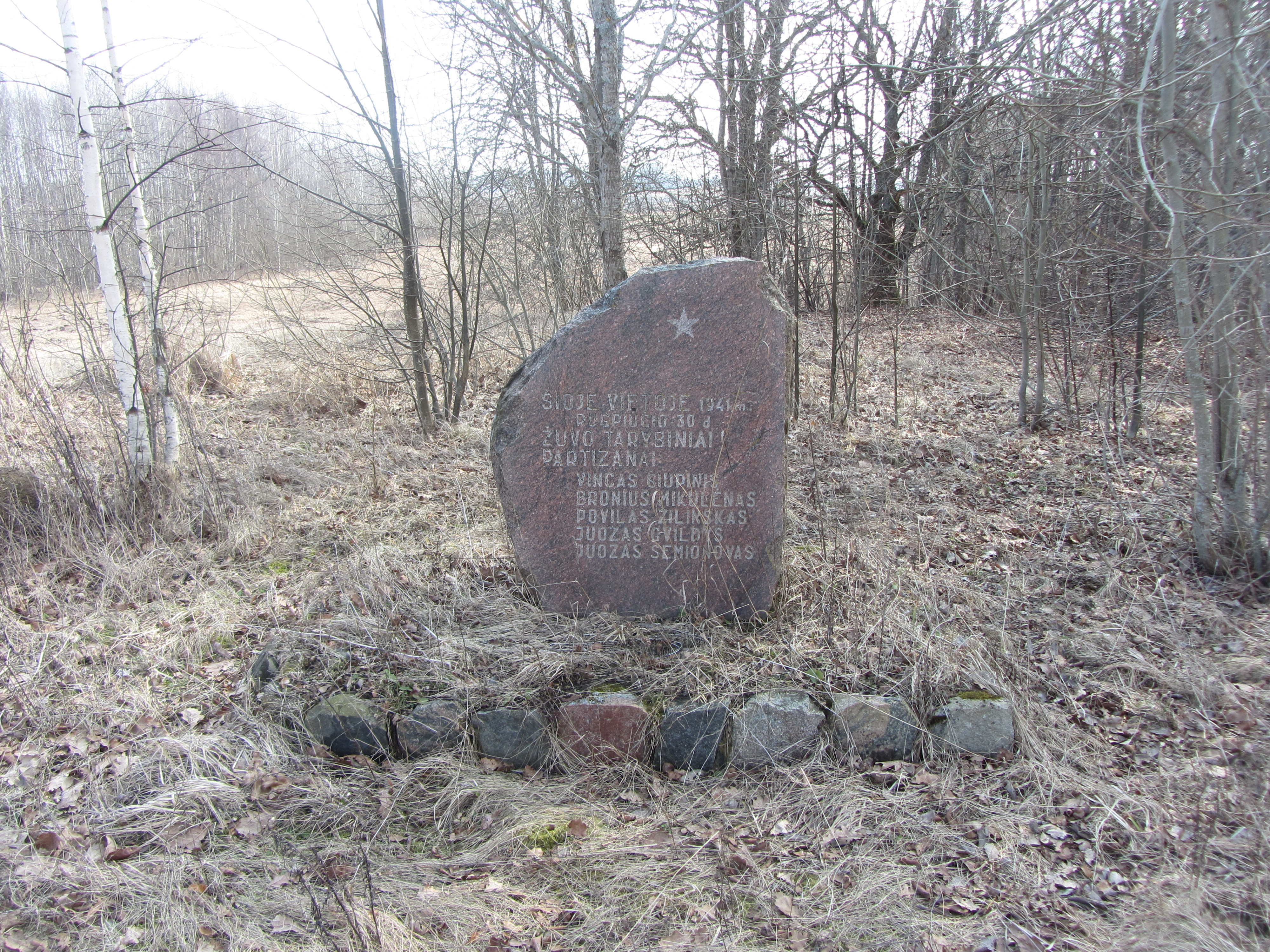
Памятный камень на месте гибели советских партизан в деревне Аукштакалняй (Игналинский район)

Летом 1941 года в Паневежисе возникла подпольная организация имени Каролиса Пожелы, которую возглавил руководитель Паневежисского уездного комитета КП(б) Литвы Повилас Вайчюнас. Организация выпускала листовки, собирала оружие, организовывала побеги и помогала арестованным и советским военнопленным, которых переправляли к партизанам. В середине мая 1942 года организация была выявлена и уничтожена немцами. В июле 1942 года была разгромлена действовавшая в Шяуляе подпольная организация «Штаб 4А», участники которой совершили серию нападений на немецких военнослужащих.
В конце 1941 года в Рассейнском уезде был создан партизанский отряд «Кяршитояс» («Мститель»), во главе которого стали И. Савицкас и Г. Стошкевичюте, в дальнейшем отряд увеличился до 87 человек.
В марте 1942 года на территорию Литвы были переброшены на самолётах ещё две организационные группы — оперативная группа ЦК КП(б) Литвы во главе с секретарем ЦК КП Литовской ССР И. М. Мескупасом, и ещё одна группа, командиром которой являлся Ю. Дашкаускас. Обе группы были вскоре уничтожены противником.
6 августа 1942 года в районе Ионавы с самолёта была сброшена организационная группа «Пранас» (7 чел., руководитель Лаукис Соломинас), на основе которой позднее возник партизанский отряд «За Советскую Литву».
В целом, в конце 1942 года в Литве действовали 12 отрядов и 26 групп советских партизан, а подпольные организации имелись в 17 из 23 уездов.
В Ионаве в 1942 году возникла подпольная организация, которую возглавил рабочий-столяр Д. Т. Усачев, в неё вошли также Ф. А. Кругляков, П. Кластаускас и др. Организация установила контакты с партизанским отрядом «За Советскую Литву», для издания листовок активистка Нина Шулекене сумела найти шапирограф. В 1943 году в результате предательства организация была разгромлена, полиция арестовала больше 10 человек, которые были расстреляны.
В 1943 году антифашистское и антинацистское сопротивление усиливается, в этом году были созданы и начали действовать новые антинацистские и антифашистские организации: «Антигитлеровский комитет», «Союз освобождения Литвы», «Антифашистский союз Литвы».
В 1943 году в Швенчёнском уезде действовал партизанский отряд «Вильнюс», командиром которого являлся С. Апивала; в Каунасском уезде — отряд «За Советскую Литву», командиром которого являлся Лейба Соломин; в Биржайском уезде — отряд «Кестутис», командиром которого являлся И. Восилюс; в Рассейнском уезде — отряд «Кяршитояс», командирами которого являлись С. Курсявичюс и И. Елецких; в Шяуляйском уезде — группа, командиром которого являлся Лубаускас.
24 февраля 1943 года в Вильнюса в результате объединения трех подпольных групп возникла подпольная организация, которой руководили Ю. Т. Витас и Ян Пшевальский.
В Каунасе действовала подпольная комсомольская организация, руководителями которой являлись П. Малинаускас, П. Зибертас и В. Куницкас. В составе организации имелись четыре боевые группы, занимавшиеся организацией диверсий на железнодорожном транспорте. Её участники занимались антифашистской агитацией, распространением листовок, совершали диверсии и акты саботажа на железнодорожном транспорте.
К 1 апреля 1943 года на территории генерального округа Литва действовали 29 советских партизанских отрядов общей численностью в 199 человек, состоявших в основном из бежавших из гетто и концлагерей евреев К лету 1944 года численность еврейских партизанских отрядов в Литве составляла 700 человек. Среди командиров известны Генрих Зиманас, Абба Ковнер, Хаим Елин и Иосиф Глазман. По мнению Ильи Альтмана, общая численность еврейских партизан в Литве превышала 1000 человек
21-24 апреля 1943 года штаб партизанского движения Литвы отправил в Литву ещё одну организационную группу, которой командовал М. Ю. Шумаускас.
В конце 1943 года в Литве действовали уже 56 отрядов и групп советских партизан.
6 января 1944 года были созданы два подпольных обкома:
- Северный обком (1-й секретарь М. Ю. Шумаускас, 2-й секретарь — С. П. Апивала)
- Южный обком (1-й секретарь Генрих Зиманас, 2-й секретарь — М. Мицейка)

В середине 1944 года в составе партийного подполья на территории Литвы действовало уже 20 подпольных уездных и городских комитетов, 29 подпольных волостных комитетов и 219 подпольных первичных партийных организаций.
Также, в 1944 году в Литве действовало 11 отрядов советских литовских партизан, объединённых в Вильнюсскую (командир М. Д. Мицейка) и Тракайскую (командир Т. Ю. Мончунскас) бригады. В июле 1944 года эти бригады приняли непосредственное участие в освобождении Вильнюса, помогая штурмующим войскам в боях на южной окраине города и в районе железнодорожной станции. Всего, в освобождении территории Литвы от германских войск участвовали 67 отрядов и групп литовских советских партизан.
В целом, известны 92 партизанских отряда, действовавших на территории Литовской ССР в 1941—1944 годах, в которых насчитывалось свыше 10 000 бойцов.

### Организационная структура
26 ноября 1942 года был создан Штаб партизанского движения Литвы, который возглавил А. Ю. Снечкус. В состав штаба вошли также П. Балтрушка, Б. Баранаускас, Б. Чесноков, С. Филипавичюс, И. Григалавичюс и др..
В течение 1943 года, по линии ЦШПД для литовских партизан было передано 457 винтовок, 20 пулемётов, 1860 мин, 5986 ручных гранат и 23 радиопередатчика.
В общей сложности, в 1941—1945 годы в Литве действовало свыше 9 тыс. советских партизан, ими было уничтожено 10 тыс. оккупантов и их пособников (по другим данным свыше 14 тыс.), разгромлено 18 гарнизонов, организовано крушение 364 эшелонов, выведено из строя 577 паровозов и 2 тыс. вагонов, подорвано и сожжено 125 мостов и 48 казарм, а также ряд складов и иных объектов, выведено из строя 539 км линий связи и уничтожено 4123 железнодорожных рельса.
В заключительный период оккупации партизаны и подпольщики провели значительный объём работ, направленных на срыв мобилизационных мероприятий, вывоза из Литвы в Германию и в союзные и анексированные ей страны населения, оборудования и материальных ценностей, разрушения производственных предприятий, зданий и сооружений. Так, в Вильнюсе были сохранены предприятия «Патримпас», «Пакайта», «Линас», «Стаклес» и городской холодильник. В Радвилишкисе железнодорожник Р. Петкявичюс разминировал здание железнодорожного вокзала и ещё несколько сооружений. В Каунасе комсомольцы-подпольщики вывели из строя городскую телефонную сеть (в результате система управления войсками была осложнена, а несколько команд «факельщиков» и подрывников не получили указания о поджоге объектов).
По национальному составу, из 9187 установленных поимённо советских партизан и подпольщиков (личность части погибших в начальный период войны осталась не установленной) 62,5 % по национальности были литовцами; 21 % были русскими; 7,5 % — евреями; 3,5 % — поляками; 2 % украинцами; 2 % — белорусами и 1,5 % — представителями иных народов СССР.
По социальному составу, 33,7 % литовских советских партизан и подпольщиков являлись рабочими, 31,8 % — крестьянами, 23,3 % — служащими, личность 11,2 % участников антифашистского сопротивления не установлена.
Кроме того, литовские советские партизаны действовали на территории других республик СССР (так, отряды «Бичюляй», отряд «Вильнюс», отряд «Жальгирис» и отряд имени Кастуся Калиновского действовали на территории Белоруссии).
1800 граждан СССР — советских партизан и подпольщиков, действовавших на территории Литвы, были награждены советскими государственными наградами, семь человек (Ю. Ю. Алексонис, С. П. Апивала, Г. И. Бориса, А. М. Чепонис, М. И. Мельникайте, Б. В. Урбанавичюс и Ю. Т. Витас) были удостоены звания Героя Советского Союза.
Подпольная и партизанская деятельность на территории Литвы проходила в тяжелых условиях: в общей сложности, за время оккупации погибли и были убиты 1422 партизан и подпольщиков, почти 800 из них были рабочими, более 400 из них были коммунистами.

### Деятельность
Основными формами деятельности подпольных организаций было ведение агитации, участие в разведывательной деятельности, саботаж и организация диверсий. Партизанские отряды совершали диверсии и вооружённые нападения на противников.

#### Боевые операции, диверсии и саботаж
- в 1941 году в Шяуляе партизаны атаковали и разрушили электростанцию, снабжавшую электричеством ремонтные мастерские, в которых ремонтировали технику вермахта[27]
- в августе 1941 года на Шауляйской нефтебазе подпольщики — рабочие нефтебазы П. Пучкус, И. Монтвидас и А. Лявданский выпустили в реку 11 тыс. тонн горючих и смазочных материалов[28];
- 5 сентября 1941 года в 5 км от Каунаса партизаны из отряда П. Сименаса уничтожили охрану и сожгли склад с продовольствием, предназначенным для отправки в Германию[28];
- 6 сентября 1941 года партизаны атаковали и затопили два речных транспорта с зерном, отобранным у крестьян[28];
- также, в начальный период оккупации партизаны отряда «Ляудис кершитояс» («Народный мститель») отбили стадо из свиней и коров, реквизированных на хуторах в районе Укмерге у крестьян по приказу германской комендатуры и отправленных на станцию Ионава для отправки в Германию. Охрана была уничтожена, а скот возвращён крестьянам[28].
- 3 декабря 1941 года на окраине Каунаса партизаны обстреляли взвод солдат Рейха, были убиты 2 и ранены 4 солдата[28];
- в конце 1941 и в начале 1942 года активисты каунасской подпольной организации, которой руководил П. Зибертас вывели из строя три деревообрабатывающих завода[29];
- в начале 1942 года литовские советские партизаны из группы «Вильнюс» и белорусские советские партизаны разгромили гарнизон в райцентре Мядель, потери германцев составили 42 военнослужащих убитыми и ранеными, здесь были сожжены гараж, склад с зерном и склад с обмундированием[30];
- в феврале 1942 года активисты каунасской подпольной организации, которой руководил П. Зибертас взорвали два железнодорожных вагона с боеприпасами[29];
- в мае 1942 года в Каунасе была подожжена фабрика, производившая сборные бараки для германской армии[28];
- в 1942 году в Вильнюсе подпольщики из группы, которой руководила С. Медейскер, подожгли военный склад[29];
- осенью 1942 года в Каунасе была снова подожжена фабрика, производившая сборные бараки для армии Германии[29];
- в ночь перед 7 ноября 1942 года литовские советские партизаны из группы Арлаускаса и белорусские советские партизаны разгромили гарнизон в селении Казяны, здесь были уничтожены 150 и захвачены в плен 18 германцев[30];
- 1943 год — в деревне Варейкяй семь партизан атаковали отряд из 16 германских солдат, были уничтожены 8 германских солдат, два коллаборациониста, захвачены пулемёт, два пистолета-пулемёта и шесть винтовок[8].
- 15 октября 1943 года в Биржайском лесу отряд «Кястутис» вступил в бой с 350 германцев, в результате боя были убиты 27 и ранены 36 германцев, сожжены 9 грузовиков и 1 легковая автомашина[31];
- в начале января 1944 года в Вильнюсе был взорван трансформатор, более суток город оставался без света[28];
- 23 февраля 1944 года в Вильнюсе были сожжены авторемонтные мастерские и 60 находившихся здесь автомашин[29];
- за апрель 1944 года пущено под откос 48 эшелонов, за май — 43.

Кроме того, партизаны систематически занимались разрушением линий связи.
- так, в письме от 30 сентября 1941 года Валькиникское волостное правление сообщало, что «некоторые междугородние, телефонные и телеграфные линии, особенно те, которые проведены в этом году для военных нужд, уничтожены местными жителями — столбы срублены, провода похищены»[32].

При приближении линии фронта, литовские советские партизаны оказывали помощь советским войскам, проводя разведку в интересах наступающих частей, выступая проводниками, нанося удары по коммуникациям Вермахта, а также вели бои за освобождение населённых пунктов во взаимодействии с советскими войсками:
- в боях за освобождение Вильнюса 7-13 июля 1944 года принимали участие 11 отрядов советских литовских партизан, объединённых в Вильнюсскую (командир М. Мицейка) и Тракайскую (командир Т. Мончунскас) партизанские бригады. Партизаны помогали войскам в боях в основном на южной окраине города и в районе железнодорожной станции[33];
- 31 июля 1944 года активисты комсомольской подпольной организации Каунаса скрытно провели через германские позиции в город батальон 277-й стрелковой дивизии, а также захватили мост через реку Неман[34]

#### Печатные издания и иные формы агитации
Советское руководство придавало большое значение работе с населением оккупированных территорий и противодействию пропаганде противников. Уже в начальный период оккупации начался выпуск и распространение листовок, воззваний и сводок Совинформбюро. Применялись и иные формы агитации (написание призывов и лозунгов на стенах зданий и в иных общественных местах, проведение устных бесед с населением…).
В дальнейшем, для партизан и подпольщиков были переданы 36 типографий.
В общей сложности, партизанами и подпольщиками было выпущено 20 наименований газет и 300 наименований листовок и прокламаций.
Кроме того, с «Большой Земли» по линии ЦК КП(б) Литвы для населения Литвы начались радиопередачи на литовском языке, выпускались листовки и иные агитационные материалы, а в 1942 году в Москве был начат выпуск газеты «Tiesa» («Правда»).
Информационная работа строилась с учетом противодействия антисоветской пропаганде врагов.

## Армия Крайова

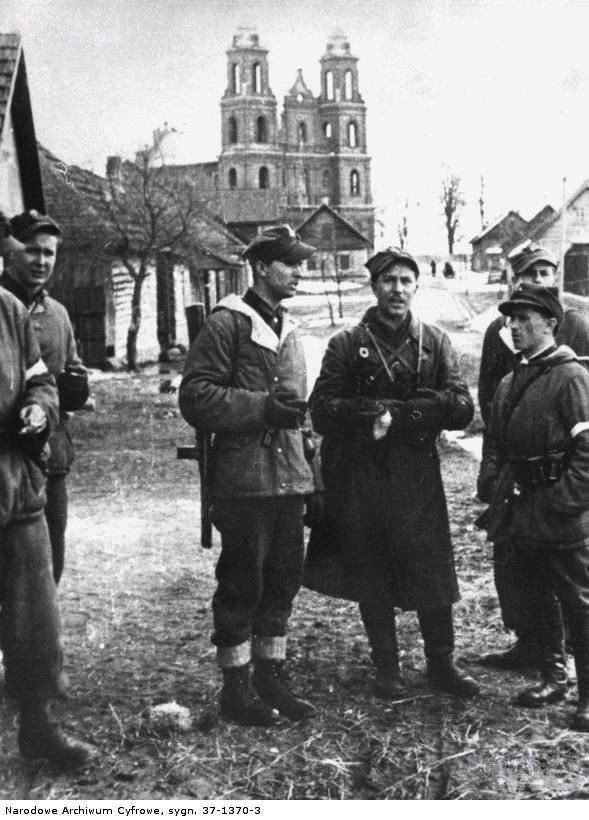
Бойцы Армии Крайовой в местечке Тургели, 1944 год

Наиболее важной польской организацией сопротивления в Литве, как и в оккупированной Польше была Армия Крайова. Польский командующий Виленского края — Александр Кшижановский. Численность АК на территории современной Литвы составляла около 9000 бойцов.
14 августа 1943 года отряд Армии Крайовой освободил деревню Жодишки и перебил литовско-германский гарнизон (130 человек). 17 января 1944 года отряд Армии Крайовой освободил город Рудомино, взяв в плен 15 литовских полицейских.
Польские партизаны часто вступали в вооружённые столкновения с Литовской освободительной армией. Некоторые аковцы вступали в бои с советскими партизанами.
Польские повстанцы приняли важное участие в освобождении Вильнюса от германских войск в 1944 году.

## Литовская освободительная армия
17 декабря 1941 года литовскими националистами из Литовского фронта активистов была создана подпольная Литовская освободительная армия (лит. Lietuvos laisvės armija). Эта организация не выступала активно против немецких властей, зато боролась с польскими и советскими партизанами. Основателем ЛОА являлся студент юридического факультета Вильнюсского университета Казис Веверскис (лит. Kazys Veverskis).